# Taira no Kagekiyo
Taira no Kagekiyo est un nom japonais traditionnel ; le nom de famille (ou le nom d'école), Taira, précède donc le prénom (ou le nom d'artiste).
Taira no Kagekiyo (平景清, décédé en 1196), aussi appelé « Kazusa no Shichirō » (上総 七郎), est un samouraï du clan Taira qui participe à la guerre de Genpei contre le clan Minamoto.
Fils de Fujiwara no Tadakiyo, son nom original est Fujiwara no Kagekiyo (藤原 景清) mais il est adopté par les Taira et les sert loyalement toute sa vie. En 1156, il prend part à la confirmation de l'empereur Go-Shirakawa sur le trône et plus tard, durant la guerre de Genpei, cherche en vain à faire assassiner Minamoto no Yoritomo, chef du clan Minamoto. Il est capturé à la bataille de Dan-no-ura en 1185. En 1196, il se laisse mourir de faim dans la nouvelle capitale de Kamakura.
Kagekiyo est peut-être plus célèbre pour son apparition dans le onzième chapitre de l'épopée romancée Heike monogatari (Le Conte de Heike), dans la partie intitulée « L'arc lâché » (弓流). Il saisit le protège-cou du guerrier Minamoto Mionoya no Jūrō afin d'empêcher sa fuite ; Minoya échappe cependant à la poigne de Kagekiyo et se cache de la bataille derrière un mont. Puis Kagekiyo appuyé sur sa lance s'exclame : « Tu dois avoir entendu parler de moi il y a longtemps. Regarde-moi maintenant de tes propres yeux ! Je suis l'homme connu des jeunes voyous de la ville sous le nom Akushichibyōe Kagekiyo de Kazusa ! » Kagekiyo se retire alors de la bataille, suivi de ses camarades guerriers Taira qui cherchent à le protéger.

## Source de la traduction
- (en) Cet article est partiellement ou en totalité issu de l’article de Wikipédia en anglais intitulé « Taira no Kagekiyo » (voir la liste des auteurs).